# HK Stars
Le HK Stars (Tallinna HK Stars) est un club de hockey sur glace de Tallinn en Estonie. Il évolue dans l'EMV, l'élite estonienne.

## Historique
Le club a été créé en 2002.

## Palmarès
- Vainqueur de l'EMV en 2005, 2006, 2007.